# Aleksandrówka (Rawa Mazowiecka)
Aleksandrówka – historyczna część miasta Rawa Mazowiecka położona na północny wschód od centrum, wzdłuż ulicy Aleksandrówka. Do 1924 odrębna miejscowość.

## Historia
Aleksandrówka to dawna wieś. Do 1924 należała do gminy Regnów w powiecie rawskim, początkowo w guberni piotrkowskiej, a od 1919 w woj. warszawskim. 
1 lipca 1924 Aleksandrówkę wraz z miejscowością Kółko Mniejsze włączono do Rawy Mazowieckiej.